# Saint-Vincent-Rive-d'Olt

Saint-Vincent-Rive-d'Olt este o comună în departamentul Lot din sudul Franței. În 2009 avea o populație de 484 de locuitori.

## Evoluția populației
| An        | 1975 | 1982 | 1990 | 1999 | 2006 | 2009 |
| --------- | ---- | ---- | ---- | ---- | ---- | ---- |
| Populație | 357  | 400  | 417  | 428  | 474  | 484  |